# Église dei Santi Severino e Sossio
L'église dei Santi Severino e Sossio est une église monumentale du centre historique de Naples située via Bartolommeo Capasso, près de l'artère de Spaccanapoli.
Outre son intérêt artistique, certains des artistes les plus importants de la Renaissance napolitaine y ont travaillé. L'ensemble du complexe monastique, comptant en plus de l'église également une autre dite inférieure, trois cloîtres monumentaux, un réfectoire, une salle capitulaire et deux jardins, est l'un des plus grands de la ville.
Le cycle de fresques d'Antonio Solario du XVIe siècle représentant les Histoires de la vie de saint Benoît, dans le cloître du Platane, est également l'un des témoignages artistiques les plus importants sur la vie du saint.

## Histoire
Les origines du complexe monastique remontent au Xe siècle, lorsque les moines bénédictins y sont arrivés qui, à la suite des redoutables raids sarrasins, ont abandonné l'ancien monastère situé sur la colline de Pizzofalcone. Avec le déménagement au nouveau siège, ils ont également apporté avec eux les reliques de San Severino, tandis qu'en 904 ils y ont transféré les reliques de San Sossio, compagnon de martyre de San Gennaro, trouvé parmi les ruines du château de Miseno qui avait été détruit en 855. Les reliques des deux saints, dont le monastère tire son nom, sont restées dans l'église jusqu'en 1808, date à laquelle elles ont ensuite été transportées au village voisin de Frattamaggiore.
Sous le règne angevin, d'importants événements civils se déroulent également dans le monastère, comme la convocation du parlement en 1394 par les Sanseverino, partisans de Louis II d'Anjou.
En 1490, l'architecte calabrais Giovanni Francesco Mormando posa les fondations de l'église actuelle, commençant probablement les travaux de ce qui est aujourd'hui l'église inférieure (ou succorpo) ; cependant, les travaux n'ont pris fin qu'au siècle suivant grâce à Giovanni Francesco Di Palma qui a repris le travail en 1537 et a considérablement élargi le projet de Mormando.
Le dôme, l'un des premiers érigés à Naples, a été construit en 1561 sur une conception de l'architecte florentin Sigismondo di Giovanni.
La tradition des artistes toscans résidant à Naples est datée, longue et ininterrompue, se manifestant ainsi également avec l'arrivée d'un grand groupe d'ouvriers carrarais dans la seconde moitié du XVIe siècle, grâce au mariage entre Alberico Cybo Malaspina et la napolitaine Isabelle de Capoue.
En 1571, l'église fut consacrée même si ce n'est qu'en 1573 que les travaux du chœur derrière le maître-autel, conçu en 1560 par Benvenuto Tortelli de Brescia et destiné à servir rapidement de modèle pour les autres chœurs de la ville,. A Naples, le chœur de San Severino constituait une véritable encyclopédie d'ornementation et de sculptures : le chœur de San Paolo Maggiore (plus tard détruit lors de la dernière guerre) construit en 1583 par Giovan Lorenzo d'Albano en témoignait, et les revêtements en noyer de la sacristie de Santa Caterina à Formiello et celle de l'église de Santa Maria delle Grazie Maggiore, par Martino Migliore, le prouvent encore, ainsi que les stalles de l'église des Santi Apostoli, de Santa Maria la Nova et de la cathédrale, réalisée en 1616 par Marcantonio Ferraro.
Après le tremblement de terre de 1731, le bâtiment a subi d'importants travaux de reconstruction par Giovanni del Gaizo, qui a construit la façade, précédée de grilles conçues par Giovan Battista Nauclerio,.
Les Bénédictins ayant été expulsés en 1799, elle fut occupée par les Sanfedistes et en 1813 devint un collège de Marine. En 1835, le complexe a été choisi comme siège des archives de l'État qui occupe encore aujourd'hui le monastère.
Le tremblement de terre d'Irpinia de 1980 endommagera davantage la structure, entraînant une fermeture de l'église pendant plus de trente ans, jusqu'à ce qu'à partir de 2014, elle redevienne utilisable.

## Monastère

Plan du complexe monastique :
Eglise
Chapelle Medicis di Gragnano
Sacristie
Cloîtres dei Santi Severino e Sossio
Histoires de la vie de saint Benoît (Antonio Solario, 1515 circa)
Salle du Capitole
Salle du Tasse
Réfectoire (ou salle Filangieri)

Le monastère, l'un des plus grands de la ville, se développe sur le côté est de l'église, à proximité des remparts de l'ancien centre-ville, donc sous le decumanus inférieur.
Du monastère, il est possible d'atteindre l'église inférieure d'origine (ou ancienne église, ou succorpo) construite au début du XVIe siècle en  style Renaissance. Elle se compose d'une seule nef avec cinq chapelles latérales dans lesquelles se trouvent de nombreuses tombes datant du même siècle.
Après cela, trois cloîtres monumentaux se développent successivement, artistiquement parmi les plus importants de la ville et qui abritent dans environ 300 salles les Archives d'État de Naples , la plus grande et la plus riche collection documentaire du sud de l'Italie, avec des volumes, pamphlets, manuscrits, actes officiels, parchemins et documents concernant la ville de Naples du Xe siècle à l'époque moderne.

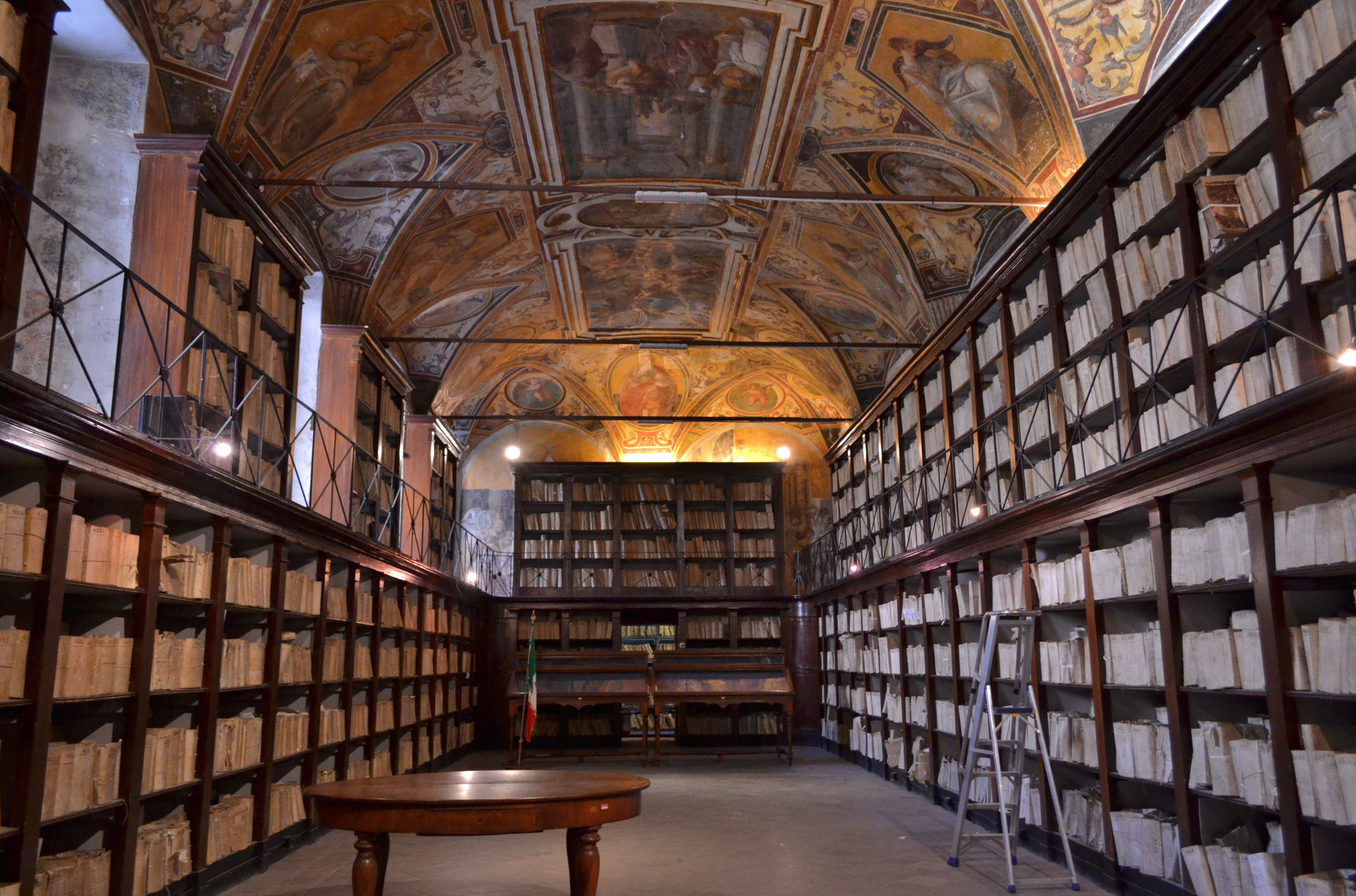
Salle capitulaire

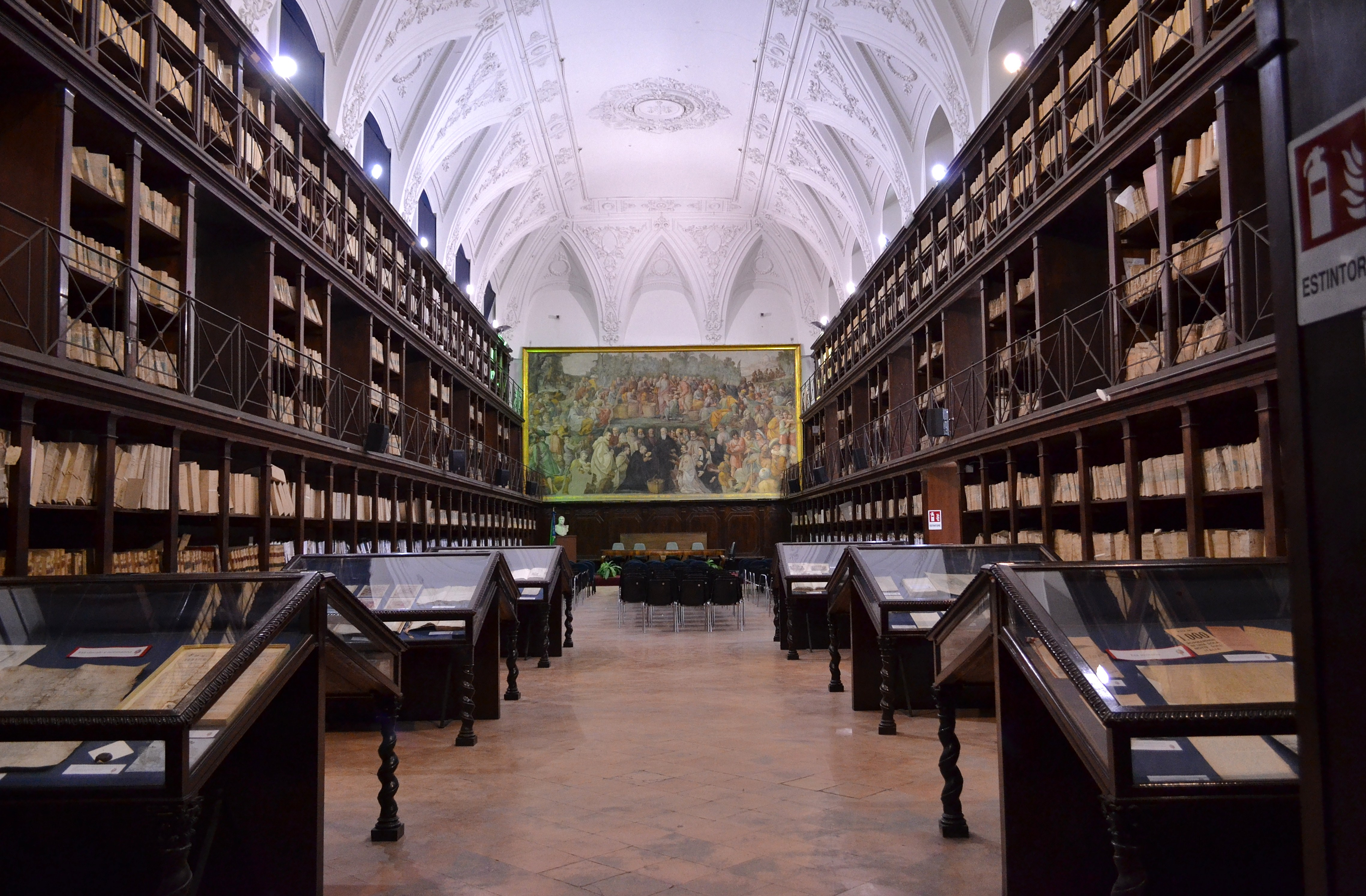
Réfectoire

## Description

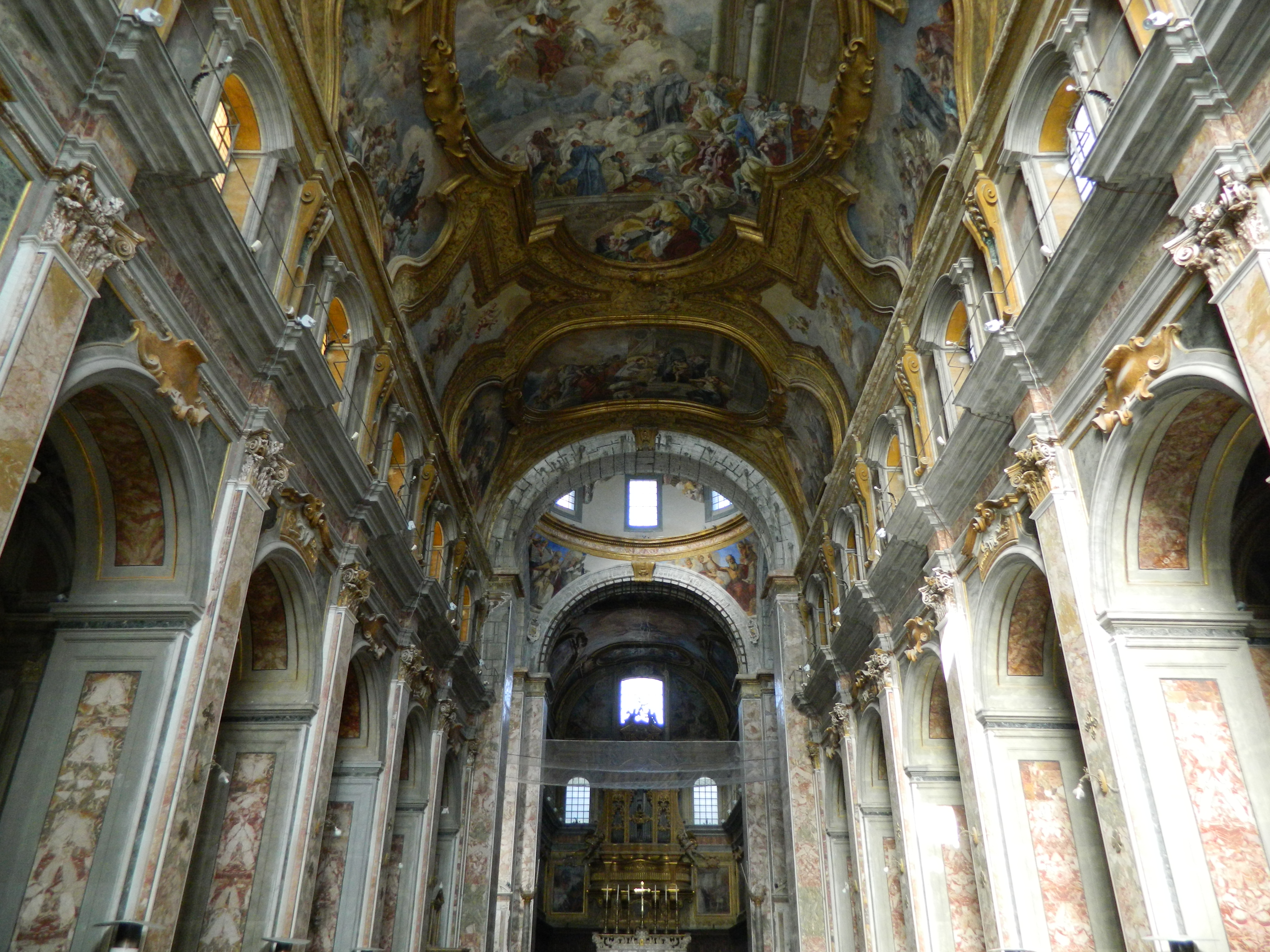
Intérieur

L'église, d'environ 80 mètres de long et 40 mètres de large, présente une croix latine à une seule nef avec un plafond voûté, avec sept chapelles latérales, plus une chapelle de chaque côté du mur du presbytère le long du transept. Les différentes œuvres d'art conservées vont du XVIe au XVIIIe siècle et sont toutes presque dans un bon état de conservation, si l'on considère la longue période d'abandon pendant laquelle est resté l'édifice.
L'abside est rectangulaire et très profonde ; l'autel et la balustrade du presbytère ont été conçus par Cosimo Fanzago en 1640 tandis que le sol date de 1697. En 1783, le maître-autel a été remodelé, en particulier dans le frontal, par Giacomo Mazzotti ; derrière elle, de Belisario Corenzio, se trouvent les fresques de la voûte sur les Histoires de l'Ancien Testament et sur les murs sur les Histoires de l'ordre bénédictin, à l'exception de la façade qui est l'œuvre de Giovanni Melchiorri. L'orgue à tuyaux est du XVIIIe siècle tandis que le chœur en bois date du troisième quart du XVIe siècle, œuvre de Bartolomeo Chiarini et Benvenuto Tortelli.

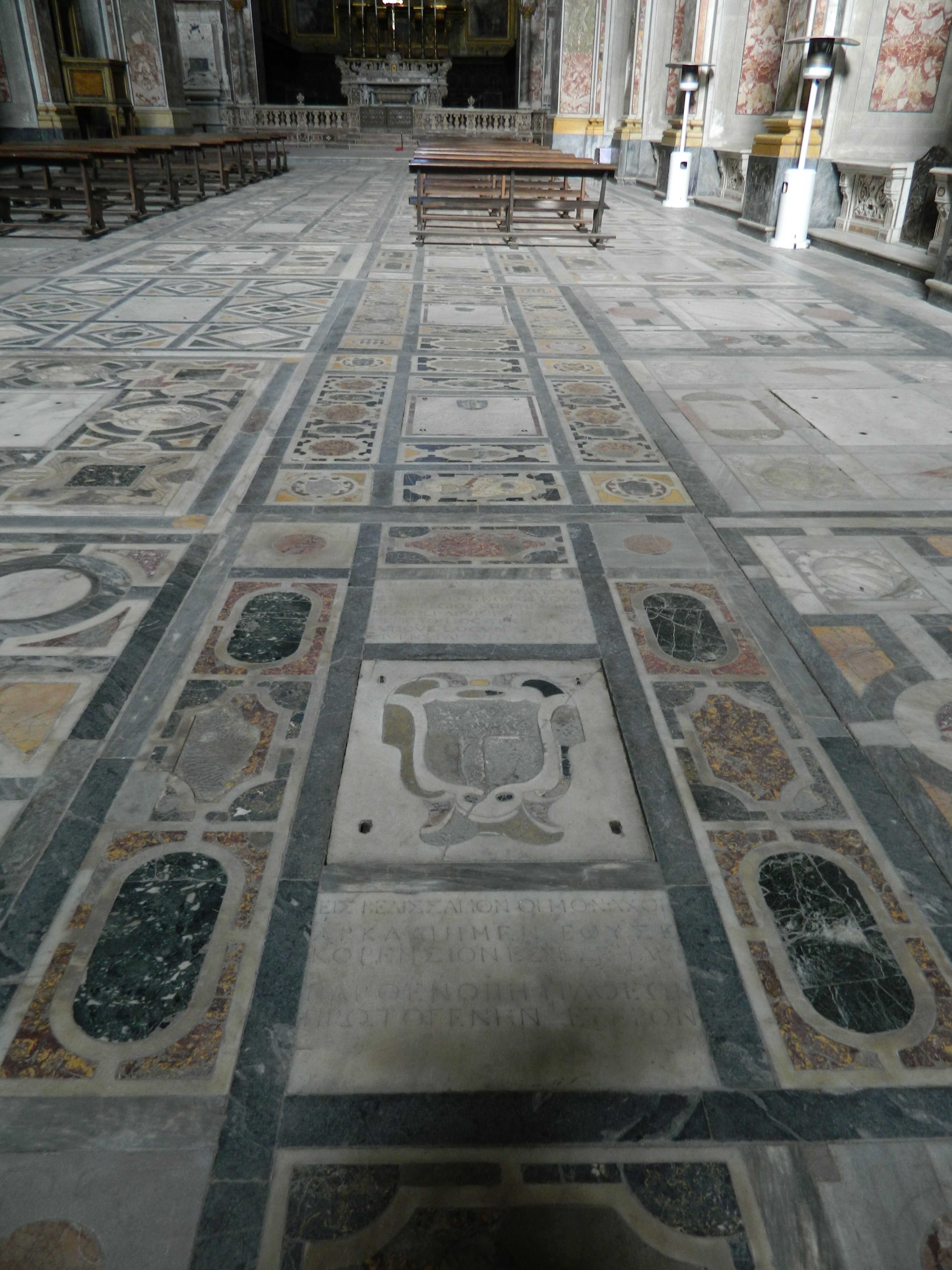
Tombeau de Corenzio sur le sol pavé

La Cène à la maison du Pharisien avec les saints Severino et Sossio sur les côtés placés dans la contre-façade, ainsi que les fresques de la voûte de la nef qui reflètent des scènes de saint Benoît, sont l'œuvre de Francesco De Mura datant environ de la première moitié du XVIIIe siècle, qui remplacent les travaux antérieurs de Corenzio commandés en 1609 qui concernaient la nef, le transept et le chœur, effondrés à la suite du tremblement de terre dévastateur de 1731. Les fresques du transept restent des œuvres originales de Corenzio, ainsi que celles de la plupart des chapelles latérales ; le dôme voit à la place des cycles du flamand Paul Schepers exécutés en 1566 tandis que les stucs de la nef sont de Giuseppe Scarola. Le sol de la nef remonte au XVIe siècle et se caractérise par la présence de nombreuses dalles sépulcrales qui se succèdent, dont celle du peintre d'origine grecque Belisario Corenzio, mort en tombant de l'échafaudage de l'église alors qu'il fresque la voûte, à l'âge de 80 ans.

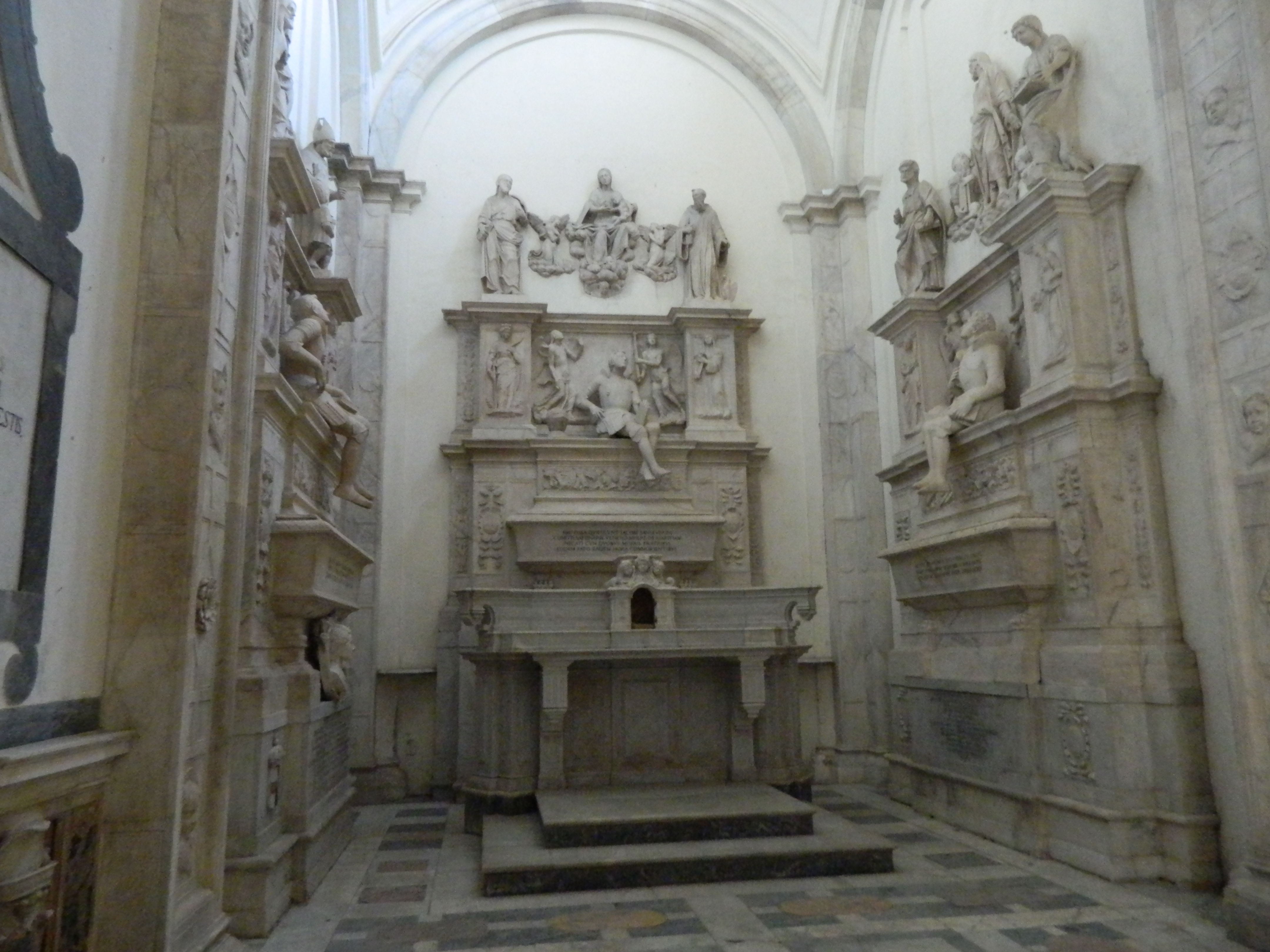
Chapelle Sanseverino (transept droit)

Les chapelles du mur du presbytère voient la chapelle Sanseverino à droite et la chapelle Gesualdo - Troya à gauche, toutes deux sur les côtés du maître-autel, donc plus recherchées et donc certainement les premières à être décorées, respectivement entre 1538 et 1548, et entre 1542 et 1561, bien avant l'ouverture de l'église au public, qui eut lieu en 1567. La chapelle Sanseverino, dédiée au corps du Christ, a été conçue par Ippolita de Monti, épouse d'Ugo et comtesse de Saponara ,, comme un véritable panthéon de la famille. L'espace est dominé par un groupe funéraire monumental des trois frères Sanseverino exécuté par Giovanni da Nola, commandé par la mère des trois frères, qui a également été ensuite enterrée au même endroit. La chapelle de Girolamo Gesualdo est remplacé par un monument funéraire de Giovanni Domenico d'Auria tandis que l'autel avant du transept, ainsi qu'une autre œuvre sépulcrale de D'Auria, expose une Montée au Calvaire du siennois Marco Pino.

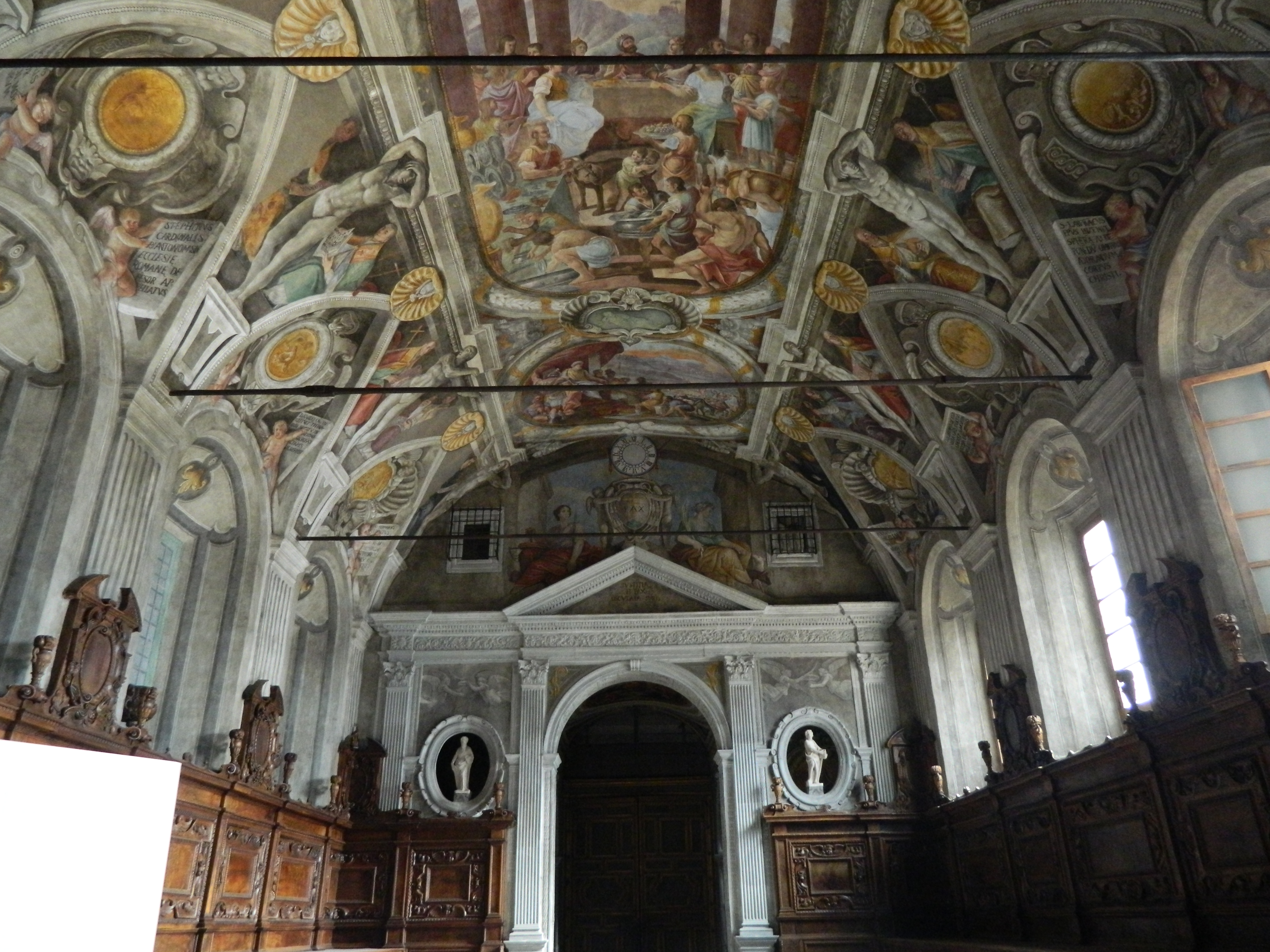
Sacristie d'Onofrio di Leone

La septième chapelle à droite constitue l'accès à la chapelle Médicis, à la sacristie et aux cloîtres.
L'antisacristie voit à droite un escalier avec sur les murs le tombeau de Giovan Battista Cicara par Andrea Ferrucci da Fiesole, de 1504-1507, et le tombeau d'Andrea Bonifacio de Bartolomé Ordóñez de 1518-19, à gauche, les deux monuments avec deux épigraphes de Jacopo Sannazzaro. De l'escalier, il est possible d'atteindre les cloîtres du complexe et donc, à travers un couloir du XVe siècle, il est possible de descendre à l'église inférieure.
Toujours dans l'antisacristie, à gauche se trouve la chapelle Médicis d'Ottajano (initialement installée à Gragnano), l'une des plus importantes de l'édifice, sur laquelle travailla Fabrizio di Guido, créateur de l'un des tout premiers exemples d'incrustation polychrome réalisé à Naples. Il y a sur le mur droit le sépulcre de Camillo de Médicis de 1596, œuvre de Girolamo d'Auria, sur le mur gauche un bas-relief de la Résurrection de Lazare par d'Auria lui-même, tandis que le retable de la Vierge à l'Enfant avec les saints Benoît, Mauro et Placido est de Fabrizio Santafede et daté de 1593.
La sacristie conserve le cycle le plus complet d' Onofrio di Leone, peintre napolitain frère du plus célèbre et célèbre Andrea et élève de Corenzio. Il était responsable des scènes de l'Ancien Testament et des figures des saints bénédictins au-dessus des fenêtres, les deux cycles signés et datés de 1651. La Sainte Trinité représentée sur la petite voûte au fond de la salle est cependant l'œuvre du maître Corenzio.